# Margaret Abbott
Margaret Abbott, född 1878, död 1955, var en amerikansk golfare. Hon vann guld i golf under de Olympiska sommarspelen 1900.  